# مناقب أمير المؤمنين علي بن أبي طالب (كتاب)
كتاب مناقب أمير المؤمنين علي بن أبي طالب لأبي الحسن علي بن محمد بن محمد بن الطيب بن أبي العلي الجلابي والمعروف بابن المغازلي هو من أهم كتب الحديث النبوي في سيرة علي بن أبي طالب ويحتوي الكتاب على 467 حديثا بإسناده

## نبذة عن المؤلف
هو الحافظ المؤرخ الحافظ أبي الحسن علي بن محمد بن محمد بن الطيب بن أبي العلي الجلابي والمعروف بابن المغازلي سمع أبا الحسن علي بن عبد الصمد الهاشمي وأبا بكر أحمد بن محمد الخطيب وأبا الحسن العطار وكثير من أهل واسط
روى عنه ابنه أبو عبد اللّه محمّد القاضي بن علي بن محمّد بن الطيّب الجلابيّ المعروف كأبيه بابن المغازلي المتوفى 542
وأبا القاسم علي بن طراد الوزير
قال عنه السمعاني كان فاضلا عارفا برجالات واسط وحديثهم

## الكتاب
يحتوي الكتاب على 467 حديثا مسندا وقد قسم الكاتب ل194 بابا أولها باب نسب علي بن أبي طالب وأخرها باب قصة الخوارج